# Gaedeodes testacea
Gaedeodes testacea là một loài bướm đêm trong họ Noctuidae.